# 606 Dywizja Piechoty (III Rzesza)
606 Dywizja Piechoty (niem. 6060. Infanterie-Division) – jedna z niemieckich dywizji piechoty. Utworzona w kwietniu 1945 z przekształcenia 606 Dywizji do Zadań Specjalnych. Składała się z pułku grenadierów, 606 batalionu pionierów, 1606 kompanii łączności, 1606 pułku zaopatrzenia i 1606 kompanii przeciwpancernej.